# Championnat du Pérou de football 1935
Navigation
Saison précédente Saison suivante
La saison 1935 du Championnat du Pérou de football est la huitième édition du championnat de première division au Pérou. Les cinq clubs participants sont regroupés au sein d'une poule unique où ils ne s'affrontent qu'une seule fois au cours de la saison. À la fin de la compétition, aucun club n'est relégué et cinq clubs sont promus de Segunda Division afin de faire passer le championnat à dix clubs.
C'est le club de Sport Boys qui remporte le titre après avoir gagné tous ses matchs de la saison. La compétition n'est d'ailleurs même pas achevée puisqu'aucune autre formation ne pouvait plus les rattraper. C'est le tout premier titre de champion du Pérou de l'histoire du club.

Le championnat ne reprend qu'en 1937, avec une interruption d'un an afin de permettre à l'équipe nationale de préparer dans de bonnes conditions le tournoi olympique de football de 1936  à Berlin.

## Les clubs participants
| - Alianza Lima - Sportivo Tarapacá Ferrocarril - Sport Boys - Sucre FC - Universitario de Deportes |

## Compétition
Le barème utilisé pour établir le classement est le suivant :
- Victoire : 3 points
- Match nul : 2 points
- Défaite : 1 point
- Forfait ou abandon : 0 point

### Classement
| Rang | Équipe                        | Pts | J | G | N | P | Bp | Bc | Diff |
| ---- | ----------------------------- | --- | - | - | - | - | -- | -- | ---- |
| 1    | Sport Boys                    | 12  | 4 | 4 | 0 | 0 | 13 | 6  | +7   |
| 2    | Alianza Lima                  | 4   | 2 | 1 | 0 | 1 | 5  | 2  | +3   |
| 3    | Universitario de Deportes (T) | 3   | 2 | 0 | 1 | 1 | 3  | 4  | -1   |
| 4    | Sportivo Tarapacá Ferrocarril | 3   | 2 | 0 | 1 | 1 | 3  | 6  | -3   |
| 5    | Sucre FC                      | 2   | 2 | 0 | 0 | 2 | 1  | 7  | -6   |

|  | Champion du Pérou 1935 |
|  | (T) : Tenant du titre  |

## Bilan de la saison
| Championnat du Pérou de football 1935 |                                                                                                |
| Champion                              | Sport Boys (1er titre)                                                                         |
| Promotions et relégations             |                                                                                                |
| Promus en Primera División            | Atlético Chalaco Sportivo Melgar Club Centro Deportivo Municipal Sporting Tabaco Telmo Carbajo |
| Relégués en Segunda División          | Aucun (passage de 5 à 10 clubs)                                                                |